# توكل كرمان
توكل عبد السلام خالد كرمان (من مواليد السابع من فبراير عام 1979) صحفية، وسياسية، وناشطة حقوقية يمنية. تقود منظمة «صحفيات بلا قيود» التي شاركت بتأسيسها في عام 2005. أصبحت الواجهة الأشهر دوليًا للانتفاضة اليمنية عام 2011 والتي تعد جزءًا من ثورات الربيع العربي. في عام 2011، أطلق عليها بعض اليمنيين اسم «المرأة الحديدية» و«أم الثورة». شاركت في الحصول على جائزة نوبل للسلام لعام 2011، لتصبح أول يمنية، وأول امرأة عربية، وثاني امرأة مسلمة تفوز بجائزة نوبل.
اكتسبت كرمان مكانة بارزة في بلدها بعد عام 2005 بدورها كصحفية يمنية ومدافعة عن خدمة أخبار الهاتف المحمول التي رُفض ترخيصها في عام 2007، وقادت بعد ذلك احتجاجات من أجل حرية الصحافة. نظمت احتجاجات أسبوعية بعد مايو عام 2007 لتوسيع نطاق قضايا الإصلاح. أعادت توجيه الاحتجاجات اليمنية لدعم «ثورة الياسمين»، وهو الاسم الذي أطلقته على ثورات الربيع العربي بعد أن أطاح الشعب التونسي بحكومة زين العابدين بن علي في يناير عام 2011. كانت من أشد المعارضين الذين طالبوا بإنهاء نظام الرئيس علي عبد الله صالح.
كشف تسريب برقية سعودية من ويكيليكس أنها كانت ترتب سرًا لاجتماعات مع السعوديين لطلب دعمهم في الوقت الذي كانت تشجب فيه المملكة العربية السعودية في العلن. أثنت توكل كرمان على السعوديين لدفعهم لعقد اتفاق انتقالي اعتبره العديد من الإصلاحيين خيانة عظمى للثورة. اتهمت عبد ربه منصور هادي بدعم الحوثيين والقاعدة.

## الحياة الشخصية
وُلدت توكل كرمان الحائزة على جائزة نوبل في السابع من فبراير عام 1979 في شرعب السلام، بمحافظة تعز، باليمن. نشأت بالقرب من تعز، وهي ثالث أكبر مدينة في اليمن وتوصف بأنها مكان للتعلم في بلد محافظ. درست في تعز. والدها عبد السلام كرمان، وهو محامٍ وسياسي، وقد عمل من قبل وزيرًا للشؤون القانونية في حكومة علي عبد الله صالح ثم استقال من منصبه. هي شقيقة طارق كرمان، وهو شاعر، وصفاء كرمان، وهي محامية وأول مواطنة يمنية تتخرج من كلية الحقوق بجامعة هارفارد، وتعمل أيضًا كصحفية في قناة الجزيرة. تزوجت توكل كرمان من محمد النهمي وأنجبت ثلاثة أطفال.
حصلت توكل كرمان على درجة البكالوريوس في التجارة من جامعة العلوم والتكنولوجيا، ودرجة الدراسات العليا في العلوم السياسية من جامعة صنعاء. في عام 2012، حصلت على درجة الدكتوراه الفخرية في القانون الدولي من جامعة ألبرتا بكندا.
أثناء أحد الاحتجاجات في عام 2010، حاولت امرأة طعنها بجنبية، لكن أنصار كرمان تمكنوا من وقف الاعتداء.
هدد «مسؤول يمني كبير»، وفقًا لما ذكره طارق كرمان، توكل بالقتل في مكالمة هاتفية في السادس والعشرين من يناير عام 2011 إذا واصلت احتجاجاتها العامة. كان هذا المسؤول، وفقًا لما ذكره دكستر فيلكينز الصحفي بمجلة النيويوركر، هو الرئيس صالح.
منحتها الحكومة التركية الجنسية التركية، وحصلت على وثائق جنسيتها من وزير الخارجية التركي في الحادي عشر من أكتوبر عام 2012.
في عام 2019، كُرِّمت توكل بجائزة رائدة أعمال العام في حفل توزيع الجوائز الآسيوية.

## صحفيات بلا قيود
شاركت توكل كرمان في تأسيس منظمة «صحفيات بلا قيود» الحقوقية مع سبع صحفيات أخريات في عام 2005 دعمًا لحقوق الإنسان، «وخاصة حرية الرأي والتعبير، والحقوق الديمقراطية». رغم تأسسيها باسم «مراسلات بلا حدود»، إلا أن الاسم الحالي اعتُمد من أجل الحصول على ترخيص حكومي. ذكرت كرمان أنها تلقت «تهديدات وإغراءات» وكانت هدفًا لمضايقات السلطات اليمنية عبر الهاتف والرسائل لرفضها الموافقة على رفض وزارة الإعلام طلب منظمة صحفيات بلا قيود بإنشاء صحيفة ومحطة إذاعية بشكل قانوني.

## نشأتها
ولدت في قرية قاع در من عزله بني عون في مديرية شرعب السلام في محافظة تعز. تخرجت من جامعة العلوم والتكنولوجيا في صنعاء بكالوريوس تجارة عام 1999، ونالت دبلوم عالي علم نفس تربوي من جامعة صنعاء.

## في المجال السياسي

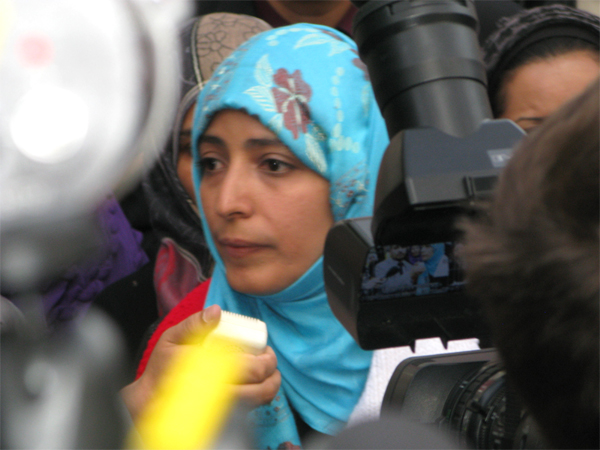
احتجاجات توكل كرمان خارج مبنى الأمم المتحدة ، 18 أكتوبر 2011.

ترأست منظمة صحفيات بلا قيود، وشاركت في البرامج والمؤتمرات خارج اليمن حول حوار الأديان، والإصلاحات السياسية في العالم العربي، وحرية التعبير، ومكافحة الفساد، عضو في بعض النقابات والمنظمات الحقوقية والصحفية داخل وخارج اليمن، ومناهضة انتهاكات حقوق الإنسان والفساد المالي والإداري، ومطالبتها بالإصلاحات السياسية في البلد، وكذلك بعملية الإصلاح والتجديد الديني[بحاجة لمصدر]، كانت في ضمن المحتجين الذين طالبوا بإسقاط نظام علي صالح بدعوة مبكرة بدأت في العام 2007 بمقال نشرته صحيفة الثوري وموقع مأرب برس دعت فيه توكل كرمان إلى إسقاط النظام اليمني بشكل صريح.[بحاجة لمصدر]
قادت العديد من الاعتصامات والتظاهرات السلمية والتي تنظمها اسبوعياً في ساحة أطلقت عليها مع مجموعة من نشطاء حقوق الإنسان في اليمن اسم ساحة الحرية وأضحت ساحة الحرية مكانا يجتمع فيه عديد من الصحفيين ونشطاء المجتمع المدني والسياسيين[بحاجة لمصدر] فقادت أكثر من 80 اعتصاما في 2009 و2010م للمطالبة بإيقاف المحكمة الاستثنائية المتخصصة بالصحفيين، وضد إيقاف الصحف، وضد إيقاف صحيفة الأيام، و5 اعتصامات في 2008 ضد إيقاف صحيفة الوسط، 26 اعتصام في عام 2007 للمطالبة بإطلاق تراخيص الصحف وإعادة خدمات الموبايل الإخبارية. وشاركت في العديد من الاعتصامات والمهرجانات الجماهيرية في الجنوب المنددة بالفساد على رأسها اعتصام ردفان، كما أعدت العديد من أوراق العمل في عديد من الندوات والمؤتمرات داخل الوطن وخارجه حول حقوق المرأة، حرية التعبير، حق الحصول على المعلومة، مكافحة الفساد، تعزيز الحكم الرشيد.

### إحتجاجات اليمن عام 2011

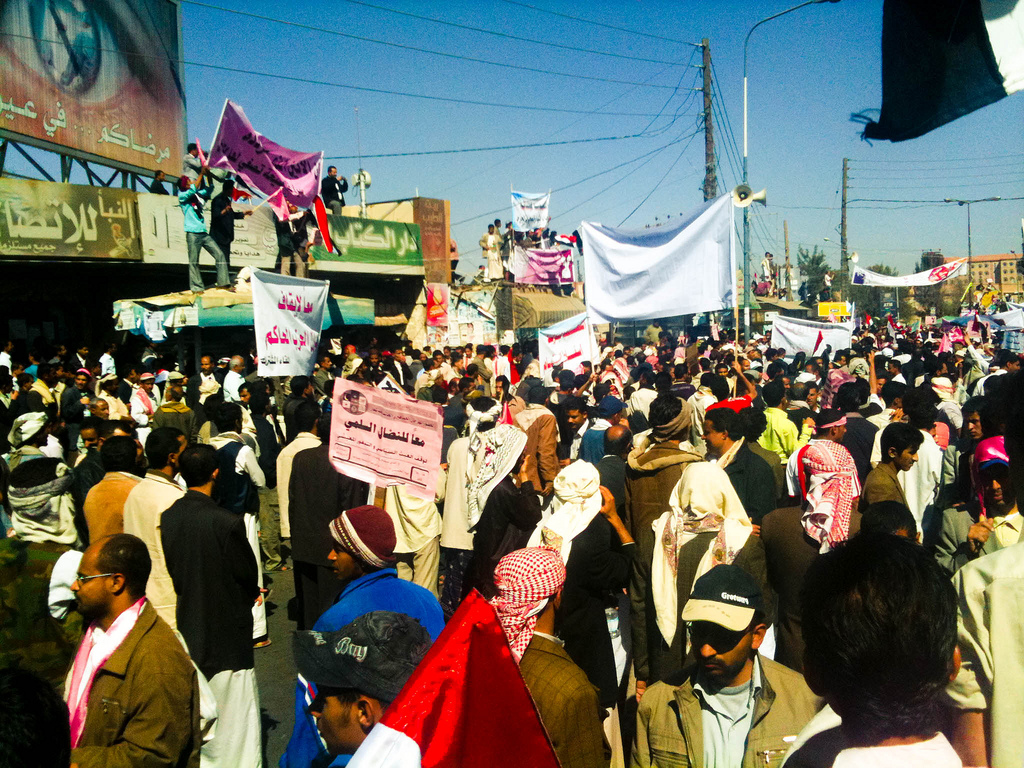
مظاهرة في "يوم الغضب" ،3 فبراير 2011.

اُعْتُقِلَت مساء السبت 23 يناير 2011 من قبل أفراد يلبسون لباس مدني القوات الأمنية، وهي عائدة إلى منزلها، ومن ثم إيداعها سجن النساء، بتهمة إقامة تجمعات ومسيرات غير مرخصة لها قانونا والتحريض على ارتكاب أعمال فوضى وشغب وتقويض السلم الاجتماعي العام. أفرجت السلطات اليمنية عنها 24 من يناير2011 بعد أن أثار القبض عليها موجة احتجاجات جديدة في العاصمة صنعاء. وفقا للـ«صحوة نت» التابع لحزب التجمع اليمني للإصلاح، بعد خروجها من السجن استمرت توكل كرمان في تنظيم المظاهرات المنادية بإسقاط نظام صالح، تلقت تهديداً بالقتل عبر اتصال هاتفي من رئيس الجمهورية علي عبد الله صالح إلى أخيها الشاعر طارق كرمان يطلب منه ضبطها وجعلها رهن الإقامة الجبرية مستشهدا بحديث «من شق عصا الطاعة فاقتلوه». كما انتقد عضو حزب المؤتمر الشعبي العام الحاكم آنذاك وعضو مجلس الشورى في تلك الفترة عبد السلام كرمان، والد توكل، أثناء جلسة رسمية لمجلس الشورى انتقد علناّ أسلوب وطريقة ابنته في المعارضة معتذراً لزملائه في المجلس عما يبدر من ابنته توكل قائلا "لم أتعود في حياتي أن أجامل ولذلك فإنني أعلن وأتأسف أن ابنتي التى تنتسب إلي، لا تستمع لكلامي" وأعتذر عما يبدر منها «من قلة أدب في الخطاب» يتمثل في اللغة التى تستخدمها في نقد نظام الرئيس على عبدالله صالح والموالين له، مشددا في نفس الوقت على أن لابنته الحق في أن تعارض، و«لكن لتكن مؤدبة» في أسلوبها وطريقتها.

### الوثائقيات
أخرجت عدد من الأفلام الوثائقية حول حقوق الإنسان والحكم الرشيد في اليمن منها فيلم «دعوة للحياة» حول ظاهرة الانتحار في اليمن، وفيلم «المشاركة السياسية» للمرأة في اليمن، وفيلم «تهريب الأطفال» في اليمن.

### التقارير والإستراتيجيات
ساهمت في إعداد تقارير عدة حول الفساد في اليمن لصحفيين لمناهضة الفساد، والشبكة اليمنية لحقوق الإنسان. وحول حرية التعبير والحريات الصحفية في اليمن، وكذلك شاركت في وضع الاستراتيجية الوطنية لحقوق الإنسان والاستراتيجية الوطنية لمكافحة الفساد.

## تكريمات

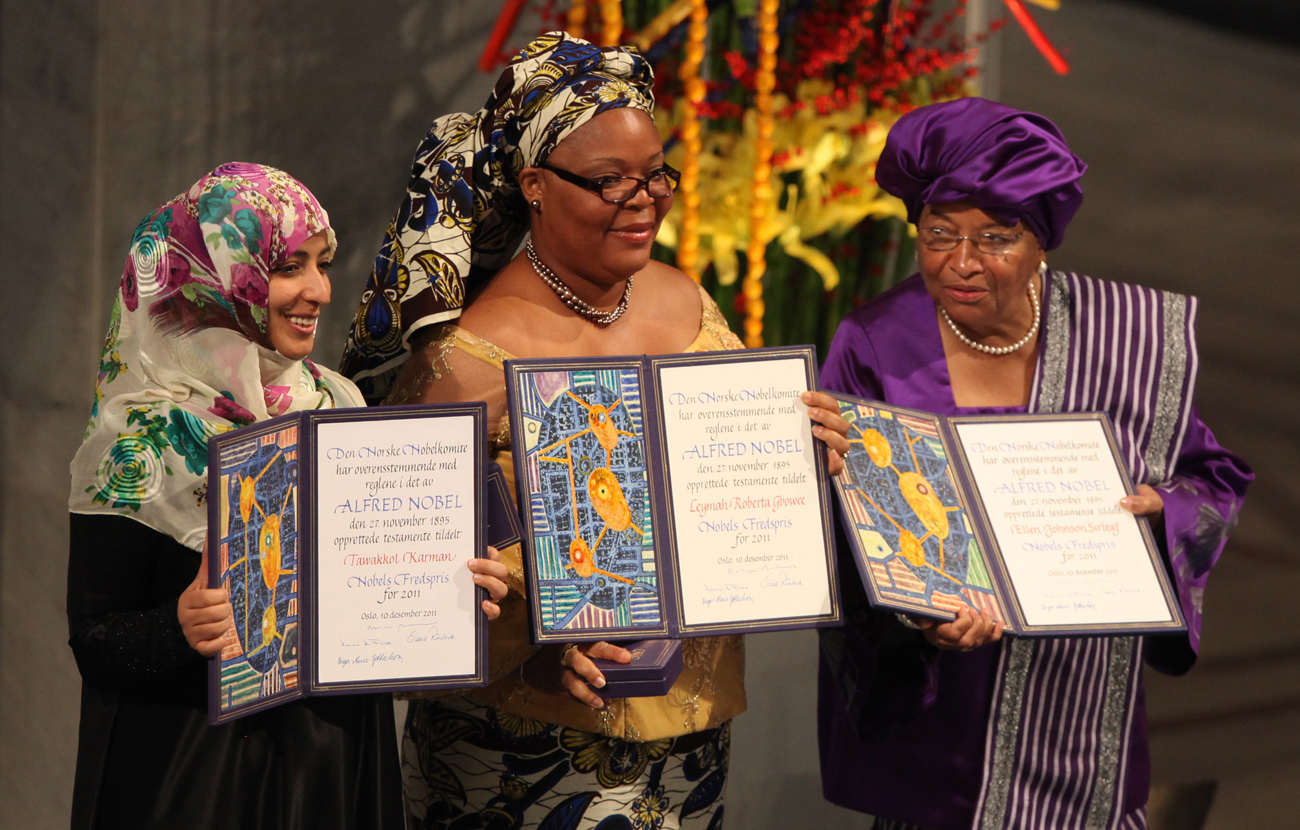
من اليمين :إلين جونسون سيرليف، ليما غبوي وتوكل كرمان يعرضن جوائزهن أثناء احتفال التكريم بجوائز نوبل للسلام، 10 ديسمبر 2011 (تصوير: هاري واد).

- حازت توكل كرمان على جائزة نوبل للسلام للعام 2011 بالتقاسم مع الرئيسة الليبيرية إلين جونسون سيرليف والناشطة الليبيرية ليما غوبوي، وبهذه الجائزة أصبحت توكل خامس شخصية عربية وأول امرأة عربية تحصل على جائزة نوبل.[39]
- اختارتها مجلة التايم الأمريكية في المرتبة الأولى لأكثر النساء ثورية في التاريخ.[بحاجة لدقة أكثر]
- حصلت على درجة الدكتوراة الفخرية من جامعة البرتا في كندا عام 2012
- حصلت على جائزة الشجاعة من السفارة الأمريكية[39]
- واُختيرت كأحد سبع نساء أحدثن تغييرا في العالم من قبل منظمة مراسلون بلا حدود.
- كُرِّمَت كأحد النساء الرائدات من قبل وزارة الثقافة اليمنية.
- اُخْتِيرَت في المركز الأول ضمن قائمة أفضل 100 مفكر في العالم من قبل مجلة فورين بوليسي.[بحاجة لدقة أكثر]
- مستشارة شرفية لوزارة حقوق الإنسان والعدالة الانتقالية في تونس منذ مايو 2012.[40]
- اُخْتِيرَت عام 2020 كعضو في مجلس الإشراف على المحتوى في موقع فيسبوك.

وفي وسط هذه التكريمات دعا طارق عبدالسلام كرمان، شقيقته توكل للتوبة والاعتذار للوطن عن الدماء التي سالت والخراب الذي لحق باليمن نتيجة ثورة الشباب "المشؤومة في 2011م"، مضيفاً "والله لو تحصدين مائة جائزة دولية فلن تُغنِ عنك شيئاً أمام الله وأمام شعبك وأمام التاريخ... ولن ينفعك إلا ما قدمتِيه لأمتك وشعبك، ولن يشفع لك عند الله من الدماء التي تسيل والخراب الذي حل باليمن ... توبي إلى الله واعتذري للوطن".

## جدل الفتاوى الدينية الثلاث
أثارت توكل الجدل الذي أشعل منصات التواصل الاجتماعي في الوطن العربي بسبب إطلاقها فتاوى دينية مدلسة أثارت غضب شيوخ وأئمة مسلمين كانوا قد استنكرو بدورهم ونددوا بما قالته.
فيما يلي نص الفتاوى الثلاث كانت قد نشرتها على صفحتها الرسمية على فيسبوك بتاريخ 10 مايو 2022 مخاطبة بذلك امرأة أمريكية كانت قد اعتنقت الدين الإسلامي حديثا:
تقول توكل:
| توكل كرمان | للتو تعرفت على أمريكية من أصل كولومبي، أخبرتني أنها أسلمت قبل شهرين. بقدر ما سرني إسلامها سرتني محافظتها على شكلها دون نقاب ودون جلباب، كسائر الأمريكيات. أعطيتها نصيحة وثلاث فتاوى؛ أما الفتاوى فهي: 1- لا تغيري اسمك، ليس شرطا أن تختاري اسما عربيا، فهذا ليس جزءا من الاسلام. 2- لا تغيري لباسك، هناك متسع لإسلام بدون جلباب وبدون نقاب، لإسلام دون أزياء عرب الصحراء، هذه الأمور ليست جزءا من الدين ولكل مجتمع أزياؤه، ليس شرطا أن ترتدي أزياء المسلمات في شرعب والعدين وأنت تجوبين شوارع نيويورك !! 3- لا تفارقي زوجك بحجة اختلاف دينكما، لست ملزمة بتدمير عائلتك والنكث بعهد الزواج المقدس، ما كان الله ليأمرك بذلك، فلا تصدقي أحدا يزعم غير هذا. أما النصيحة: فلا تأخذي الدين من فتاوى العرب وخاصة عرب الخليج، فهؤلاء إنما ينقلون ثقافتهم المتخلفة وانحطاطهم الحضاري ويصدرونه في قوالب من الفتاوى الدينية، كل حديثهم عن المرأة هو تعبير عن قناعة وعادات وتقاليد أبي لهب وقومه، لا دين ابن أخيه، ولا علاقة لها بتعاليم دين الله ومقاصده. قبل هذا بأيام تكررت معي نفس القصة، أخبرتني إحداهن أنها أسلمت قبل ستة أشهر، كانت محتفظة بلباسها، كأختنا الكولومبية، وشعرت بسرور بالغ. الحقيقة أنني أشعر أن الإسلام في خطر وأن لا مستقبل له في عالم اليوم، كلما رأيت مسلمة ترتدي نقابا وجلبابا أسودا في الغرب. صحيح أن ذلك حق شخصي وأن منعها يعد انتهاكا لحريتها الشخصية، لكن ذلك لايمنع من القول إنها استخدمت حقها الشخصي في الإساءة البالغة لديننا القويم، وهي تحسب أنها تحسن صنعا، حين قدمته بصورة بالغة التخلف والرداءة. أن تفعل ذلك بديننا وأمتنا فهذا أيضا حق وحرية شخصية، نحن في بلاد الحرية، وأنا أدافع بشراسة عن حقهن هذا، لذلك أرجو أن لايكون مفهوما أنني أدعو إلى سلبها حريتها الشخصية تلك. أخيرا، تخيلوا لو أن صديقتيّ الأمريكتين نظرتا إلى هذه الصورة المرفقة بهذا المنشور، مع ترجمة لما تم تداوله من قذف لصاحبتها واتهامها بالعهر، ونسف الدين والقيم، من قبل دعاة الدين والغيورين عليه جدا في اليمن!! ماذا سيكون موقفهما، وما الدين الجديد الذي ستختارانه !! وكيف سأشرح لهما أن القذف الذي يستمرؤه المدافعون عن الدين والأوصياء عليه -بكل هذه الخفة- يعد كبيرة في ديننا، خطيئة لايساويها شيء، شن الله على مرتكبيها حربا لا هوادة فيها، أصحابها ملعونون في الدنيا والآخرة، ونزعت عنهم صفتهم الاعتبارية، فلا تقبل لهم شهادة أبدا، ولا يؤخذ منهم قول، ولا يعتد لهم برأي، وفضلا عن ذلك يستحقون الجلد كعقاب جسدي! عزيزتي إذا سألت هؤلاء " المعتاشين على الفتيا" عن سر هذا التناقض الرهيب فسيرددون عليك قولهم المعتاد: سلوك المسلمين ليس حجة على الإسلام، ، نعم هم كذلك، ليسوا حجة على الإسلام. لذا، دعي هؤلاء في غيهم يعمهون، ولاتطلبي منهم فتوى ولاتسمعي لهم رأيا، "استفتِ قلبك وخذي ما اطمأنت إليه نفسك وإن أفتاك الناس وأفتوك | توكل كرمان |

وقالت توكل أنها مارست حقها في الادلاء برأيها الشخصي بكل حرية الشيء الذي اعتبره بالمقابل المسلمون اساءة واضحة للإسلام وتعاليمه.فيما رأى البعض منهم أنها على صواب وأن ماقالته منصف للمرأة تماما.

## روابط خارجية
- توكل كرمان على موقع الموسوعة البريطانية (الإنجليزية)
- توكل كرمان على موقع مونزينجر (الألمانية)
- توكل كرمان على موقع إن إن دي بي (الإنجليزية)

- الموقع الرسمي
- صفحتها على موقع جائزة نوبل